# Магнетики
Магнетики (рос. магнетики, англ. magnetics, нім. Magnetika n pl, magnetische Medien n pl, magnetische Werkstoffe m pl) – речовини і тіла, що намагнічуються у зовнішньому магнітному полі, тобто навколо них утворюється додаткове магнітне поле. 

## Загальний опис
М. поділяються на три основних класи: 
- діамагнетики,
- парамагнетики,
- феромагнетики.

Діамагнетики ослаблюють зовнішнє магнітне поле своїми наведеними магнітними моментами атомів, які протилежні до зовнішнього поля. 
Розрізняють діамагнетики “класичні” (Ne, Cu, органічні сполуки), аномальні (Bi, Ga, графіт), надпровідні (Hg та інші при температурі нижче критичної).
Парамагнетики підсилюють зовнішнє магнітне поле за рахунок орієнтації атомарних магнітних моментів уздовж магнітних ліній цього поля. Виділяють нормальні парамагнетики, наприклад, О2, Pt, у яких магнітна сприйнятливість обернено пропорційна температурі, лужні метали та перехідну групу металів.
Феромагнетики мають доменну структуру і значно підсилюють зовнішнє магнітне поле. До них належать Fe, Co, Ni, деякі сплави. Сюди ж відносять антиферомагнетики, феримагнетики, ферити. 
Антиферомагнетики – ряд кристалічних речовин, яким властива антипаралельна орієнтація спінів сусідніх кутів ґратки, причому спінові магнітні моменти сусідніх вузлів при абсолютному нулі повністю компенсують один одного і спонтанна намагніченість антиферомагнетиків не виникає. З підвищенням т-ри антипаралельна впорядкованість спінів порушується і намагніченість антиферомагнетику зростає. Приклади антиферомагнетиків: MnO, Cr, MnS, MnF2, FeCl2, FeO, Cr2O3, CoO, FeS. У точці Кюрі руйнується спінова впорядкованість і антиферомагнетик стає парамагнетиком. Феримагнетики є нескомпенсованими антиферомагнетиками.